# Aquilino Alonso
Aquilino Alonso Miranda (Mieres, provincia de Oviedo, 1960) es un político español, consejero de Salud de la Junta de Andalucía entre 2015 y 2017.

## Biografía
Aquilino Alonso es licenciado en Medicina y Cirugía por la Universidad de Oviedo, máster en Salud Pública y Administración Sanitaria por la Universidad de La Habana (Cuba) y máster en Prevención de Riesgos Laborales por la de Granada. Desde 2013 hasta 2015 fue viceconsejero de Igualdad, Salud y Políticas Sociales de la Junta de Andalucía.
En el ámbito político fue director de Servicios Sanitarios del Servicio de Salud del Principado de Asturias (2012-2013). Anteriormente, fue director-gerente de los distritos Metropolitano de Granada (2003-2012) y Loja (1988-2003).
Por otro lado, ha realizado también actividades docentes en la Escuela Andaluza de Salud Pública y en la Escuela de Trabajo Social de Gijón.